# LSD: il mio bambino difficile
LSD: il mio bambino difficile (in tedesco LSD: Mein Sorgenkind) è un saggio del chimico svizzero Albert Hofmann del 1979.
In esso, edito in italiano con il sottotitolo "riflessioni su droghe sacre, misticismo e scienza", l'autore racconta della scoperta, della sintesi e degli effetti dell'LSD affrontando anche il tema del suo possibile uso terapeutico nel trattamento delle psicosi.
Oltre ad un'esposizione oggettiva degli effetti della sostanza e dei rischi legati al suo consumo, l'autore compara l'LSD a sostanze psicotrope e allucinogene di fonte naturale usate in rituali tipici di alcune società native americane.

## Edizioni in italiano
- Albert Hofmann, LSD: il mio bambino difficile, traduzione di Roberto Fedeli, Apogeo, Milano 1995
- Albert Hofmann, LSD: il mio bambino difficile, Urra, Milano stampa 1998
- Albert Hofmann, LSD, il mio bambino difficile: riflessioni su droghe sacre, misticismo e scienza, Urra, Milano 2005
- Albert Hofmann , LSD, il mio bambino difficile: riflessioni su droghe sacre, misticismo e scienza, ; traduzione di Roberto Fedeli, Feltrinelli, Milano 2015